# نیکلاس اوریت
نیکلاس اِوِریت (انگلیسی: Nicholas Everitt؛ زادهٔ۲۱ اکتبر ۱۹۴۳) فلسفه، نویسنده خداناباور انگلیسی است که در معرفت‌شناسی و فلسفه دین تخصص دارد.